# Танець дракона

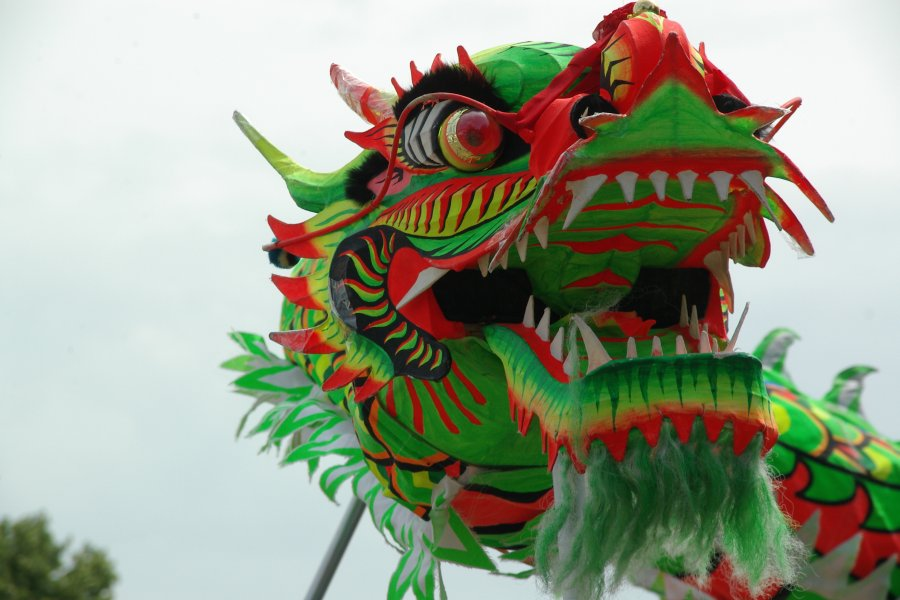

Танець дракона (спр. кит: 舞龙, трад. кит: 舞龍) — китайський традиційний танець і вистава. Як і танець лева, він досить часто використовується на різних святах і фестивалях.
Дракон традиційно символізує в Китаї силу і гідність, самі китайці іноді називають себе «нащадками дракона». Вважається, що дракон приносить людям удачу. Танець дракона — важливий момент Китайського Нового року, який святкується китайською громадою по всьому світі.

## Виконання

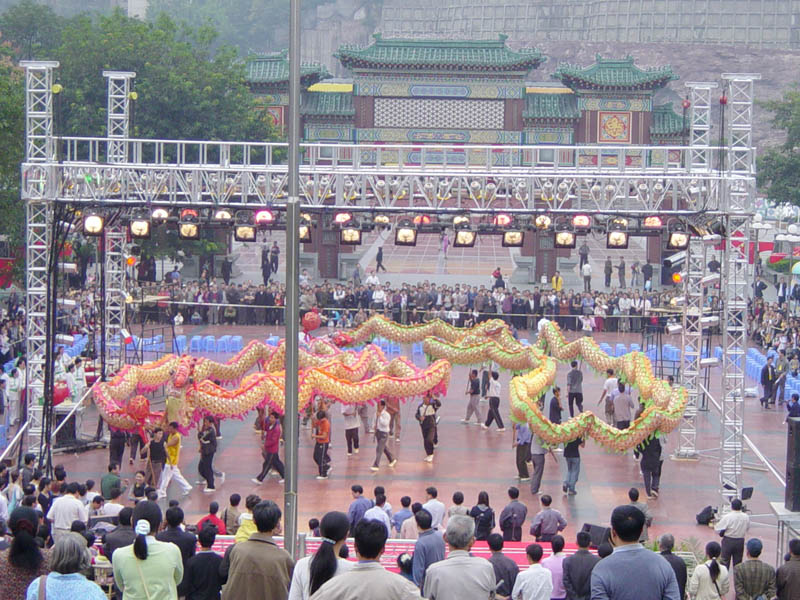
Танець дракона: святкування дня утворення КНР, Китай, Чунцін

Вистава полягає в тому, що спеціальна команда людей, яка іноді сягає 50 осіб, тримаючи на жердинах дракона, рухається таким чином, що дракон здійснює хвилеподібні рухи. Головне завдання команди — вдихнути в мертве тіло дракона життя і рух. Змієподібне тіло ділиться на секції, до кожної з яких прикріплюються жердини, спереду і ззаду тіла прикріплюють декоративну голову і хвіст. Традиційно дракони виготовлялися з деревини і бамбукових обручів, а потім покривалися тканинами. Для виготовлення сучасних драконів використовуються більш легкі матеріали — пластик і алюміній.
Управляти драконом досить важко, це вимагає спеціальних навичок. Будь-яка помилка одного з учасників може зіпсувати всю справу. При довжині близько 34 м тіло зазвичай ділиться на 9 головних секцій, число обручів при цьому досягає 81, а відстані між обручами — 14 дюймів.
Голова дракона, вага якої іноді досягає 14 кг, повинна співпрацювати з тілом, хвіст також повинен рухатися в такт з головою. Довжина дракона зазвичай становить 25 — 35 метрів, але для особливо великих фестивалів використовуються більш довгі моделі. Згідно з міфами, вважається, що чим довший дракон, тим більше удачі він принесе.